# Dominik Palman
Dominik Palman (Senj, 9. kolovoza 1924. – Zagreb, 17. travnja 2006.), bio je hrvatski matematičar i autor. Bio je redoviti profesor na Prirodoslovno-matematičkom fakultetu u Zagrebu od 1972.
U okviru projektivne sintetičke geometrije posebno se bavio teorijom krivulja i ploha te ravninom i prostorom s neeuklidskim metrikama.

## Stručni rad
Palman je autor niza udžbenika više matematike: Zbirka zadataka iz nacrtne geometrije (suautori Z. Kurnik, B. Pavković; 1973.), Projiciranje i metode nacrtne geometrije (1982.), Projektivna geometrija (1984.), Trokut i kružnice (1994.), Geometrijske konstrukcije (1996.).